# 1953
1953 (MCMLIII) fue un año común comenzado en jueves según el calendario gregoriano.

## Acontecimientos

### Enero
- 6 de enero: en Rangún (Birmania) se inaugura la conferencia de los partidos socialistas de Asia.
- 7 de enero: en Bolivia fracasa un golpe de Estado de la derecha.
- 11 de enero: la Unión Soviética rompe las relaciones diplomáticas con Israel.
- 20 de enero: en Washington D. C., el republicano Dwight D. Eisenhower toma posesión como presidente de Estados Unidos.
- 23 de enero: en el Théâtre de Babylone de París se estrena la obra Esperando a Godot, de Samuel Beckett, con puesta en escena de Roger Blin.
- 31 de enero al 1 de febrero: en el suroeste de los Países Bajos (especialmente Zelandia), la Inundación del mar del Norte mata a 1528 personas. En el Reino Unido mata 307[1][2] y varios centenares en el mar, incluyendo 133 en el ferry Princess Victoria en el mar de Irlanda.

### Febrero
- 1 de febrero: en el mar del Norte continúa la grave inundación.
- 2 de febrero: en los Estados Unidos, el presidente Eisenhower anuncia el final de la neutralización de Formosa (Taiwán).
- 6 de febrero: 
  - En el teatro Alcázar (de Madrid) se estrena la comedia El caso de la señora estupenda, de Miguel Mihura.
  - En España, la reforma del bachillerato conduce a una separación entre las ciencias y las letras.
- 7 de febrero: en Bilbao se amplía el campo de fútbol de San Mamés.
- 10 de febrero: 
  - En Egipto se promulga una Constitución, válida para tres años.
  - En España se restablecen las disposiciones del reglamento de 1930 respecto del peso, edad y defensas de los toros de lidia.
  - Se produce la ruptura de las negociaciones económicas entre Egipto y la RFA, a causa de los contactos establecidos por Egipto con la RDA.
- 11 de febrero: montañistas argentinos alcanzan el pico de San Valentín, la cima máxima de los Andes patagónicos.
- 12 de febrero: en Irán, un terremoto de 6,6 deja un saldo de 800 muertos.
- 13 de febrero: 
  - En Yugoslavia, la Asamblea Nacional aprueba una nueva Constitución.
  - En España, el Ministerio de Información y Turismo decreta la creación de la Filmoteca Nacional.[3]
- 16 de febrero: El presidente Juan Domingo Perón propugna una unión entre Argentina y Chile para constituir el núcleo de unos Estados Unidos de Hispanoamérica.
- 18 de febrero: 
  - En los Estados Unidos se estrena Bwana Devil, el primer filme 3D.
  - En los Estados Unidos, Lucille Ball y Desi Arnaz firman un contrato de 8 millones de dólares para continuar la serie de televisión Yo amo a Lucy durante 1955.
- 20 de febrero: en Londres, el cuadro Dama con abanico (de Francisco de Goya) es vendido por 1400 libras esterlinas.
- 21 de febrero: Francis Crick y James Dewey Watson descubren la estructura helicoidal de la molécula de ADN.
- 22 de febrero: en Perú Comienza la 22.ª edición de la Copa América.
- 28 de febrero: Francis Crick y James Dewey Watson anuncian su descubrimiento de la estructura de la molécula de ADN.

### Marzo
- 1 de marzo: se inicia la vuelta aérea a España, de 3 días de duración y un recorrido de 2140 km.
- 5 de marzo: en Moscú fallece Iósif Stalin (74), Dictador de la Unión Soviética y secretario general del Partido Comunista de dicho Estado.
- 17 de marzo: en el Sitio de pruebas de Nevada, Estados Unidos detona la bomba atómica Annie, de 16 kilotones. Esta explosión atómica fue televisada para toda la nación. Se probaron ocho refugios para bombas de uso residencial, cincuenta automóviles a variadas distancias del hipocentro, y dos casas de madera. Fue la bomba n.º 35 de las 1132 que ese país detonó entre 1945 y 1992.
- 18 de marzo: en la región de Mármara se registra un terremoto de 7,5 que deja más de 1000 muertos.
- 24 de marzo: En el palacio de Buckingham, muere María  de Teck, consorte de Jorge V, Reina Abuela del Reino Unido.
- 24 de marzo: en el Sitio de pruebas de Nevada, Estados Unidos detona la bomba atómica Nancy, de 24 kilotones.
- 31 de marzo: en el Sitio de pruebas de Nevada, Estados Unidos detona la bomba atómica Ruth, de 0,2 kilotones. Fue la primera bomba del laboratorio Lawrence Livermore National Laboratory (UCRL); fue una bomba de hidrido de uranio, pero la bomba fue un fallo y se generó algo conocido como fizzle, una bomba que genera mucho menos potencia de la esperada.

### Abril
- 1 de abril: en Lima (Perú) finaliza la Copa América y Paraguay gana por primera vez la Copa América tras ganarle 3-2 a Brasil.
- 2 de abril: en Austria se constituye un nuevo Gobierno presidido por el canciller federal Julius Raab.
- 3 de abril: la cantante peruana Yma Súmac logra el reconocimiento del público y la crítica internacional.
- 6 de abril: en el Sitio de pruebas de Nevada, Estados Unidos detona la bomba atómica Dixie, de 11 kilotones. Se detonó a 2000 metros de altitud, la explosión más alta hasta esa fecha.
- 11 de abril: en el Sitio de pruebas de Nevada, Estados Unidos detona la bomba atómica Ray, de 0,2 kilotones. Resultó otra bomba fallida (fizzle).
- 15 de abril: en Buenos Aires (Argentina), opositores al Gobierno constitucional de Juan Domingo Perón hacen estallar varias bombas en medio de una inmensa manifestación de peronistas (atentado terrorista en Plaza de Mayo), que dejan 90 heridos y 5 muertos.[4] En venganza, una multitud incendia varios locales de opositores.
- 18 de abril: en el Sitio de pruebas de Nevada, Estados Unidos detona la bomba atómica Badger, de 23 kilotones.
- 25 de abril: 
  - En el Sitio de pruebas de Nevada, sobre una torre de 90 m, a las 4:30 (hora local) o 12:30 (hora mundial), Estados Unidos detona la bomba atómica Simon, de 43 kilotones.
  - En los Estados Unidos, la revista Nature publica la solución de James D. Watson y Francis Crick al misterio de la estructura del ADN.

### Mayo
- 1 de mayo: 
  - En París se estrena Esperando a Godot, de Samuel Beckett.
  - En Buenos Aires (Argentina), varios cientos de miles de obreros concurren ―a pesar de las amenazas de bombas― al discurso del presidente constitucional Juan Domingo Perón por el Día del Trabajador. Explotan siete bombas, sin dejar víctimas.[5]
- 6 de mayo:
  - En Chile se registra un terremoto de 7,6 que deja 12 muertos.
  - En los Estados Unidos, el ministro de asuntos exteriores, John Foster Dulles, formula por primera vez, la teoría del dominó, según la cual una victoria de los comunistas en Indochina, provocaría una reacción en cadena favorable al comunismo en toda Asia.
- 8 de mayo: 
  - En Costa Rica, José Figueres Ferrer asume la presidencia por segunda vez (primera vez en forma democrática, esta vez, hasta 1958).
  - En el Sitio de pruebas de Nevada, Estados Unidos detona la bomba atómica Encore, de 27 kilotones.
- 17 de mayo: en los Estados Unidos, el campeón mundial de boxeo, Rocky Marciano, derrota por nocaut en el primer asalto a Joe Walcott.
- 18 de mayo: en los Estados Unidos, la piloto Jacqueline Cochran ―en un F-86 Sabre de las Fuerzas Armadas― se convierte en la primera mujer que rompe la barrera del sonido.
- 19 de mayo: 
  - En Medellín (Colombia) se funda el Club Atlético Nacional.
  - En el Sitio de pruebas de Nevada, Estados Unidos detona la bomba atómica Harry, de 32 kilotones. La bomba fue llamada «Harry el Sucio», porque depositó mucho material radioactivo en la zona de la localidad de St. George (Utah), a 220 km de distancia. La población informó acerca de un «extraño sabor metálico en el aire». Tres años después, en este mismo sitio se filmó la película El conquistador de Mongolia, producida por Howard Hughes y protagonizada por John Wayne y Susan Hayward. En los siguientes años, un alto porcentaje del equipo falleció de distintos tipos de cáncer.

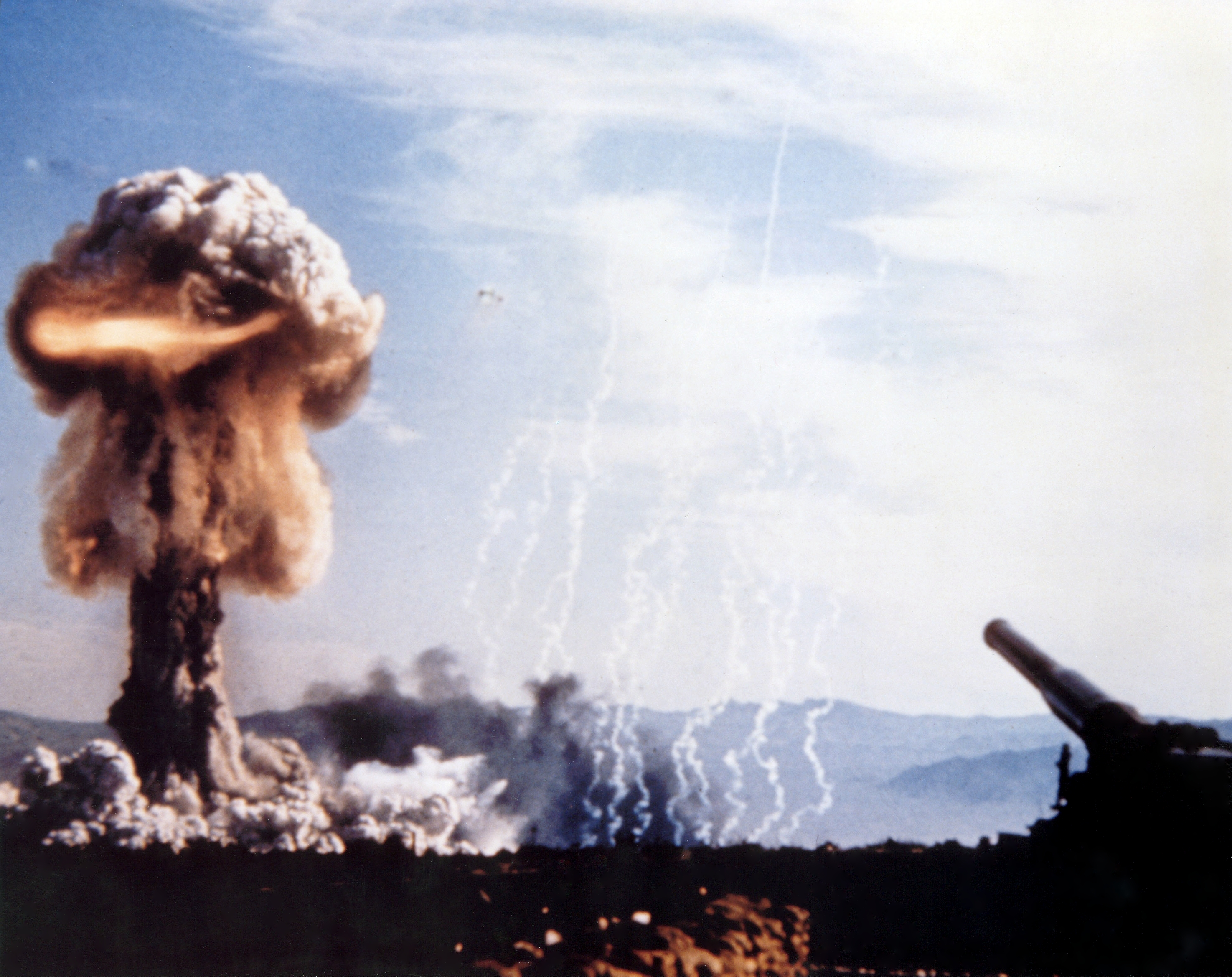
Hongo del proyectil atómico Grable, disparado con el cañón atómico M65.

- 25 de mayo: a las 8:30 (hora local) o 15:30 (hora mundial): en el área 5 del Sitio de pruebas de Nevada, Estados Unidos dispara la bomba atómica Grable, de 15 kilotones, la primera bomba de artillería nuclear (disparada desde el cañón M65). Más de 21 000 soldados participaron en tierra en el ejercicio Desert Rock V, con la presencia de un número de altos oficiales militares.
- 29 de mayo: en Nepal los escaladores Tenzing Norgay y Edmund Percival Hillary se convierten en los primeros humanos en llegar a la cima del Everest.

### Junio
- 2 de junio: en la abadía de Westminster (Reino Unido) es coronada la reina Isabel II.
- 4 de junio: en el Sitio de pruebas de Nevada, Estados Unidos detona la bomba atómica Clímax, de 61 kilotones. Fue la bomba n.º 45 de las 1132 que detonó ese país entre 1945 y 1992.
- 5 de junio: en Avellaneda (Buenos Aires), el presidente democrático Juan Domingo Perón inaugura el viaducto de Sarandí, considerado en su momento uno de los más importantes del mundo.
- 13 de junio: en Colombia, el general Gustavo Rojas Pinilla depone al presidente Laureano Gómez Castro, quien había reasumido el mando (del que se había separado por enfermedad y había dejado en manos del designado Roberto Urdaneta Arbeláez).
- 15 de junio: en La Habana, la cantante cubana Celia Cruz y la Sonora Matancera graban el bembé "Burundanga"(canción) de Óscar Muñoz Bouffartique. Por esta grabación recibirían el disco de Oro en 1957.
- 17 de junio: en Berlín Oriental se realiza una importante Sublevación en el 17 de junio de 1953 en contra el régimen comunista, que será reprimida por la policía.
- 26 de junio: en Costa Rica se celebran las elecciones democráticas presidenciales desde la guerra civil de 1948 y tras la promulgación de la Constitución de 1949.

### Julio
- 15 de julio: en Buenos Aires (Argentina), grupos peronistas incendian la Casa del Pueblo, institución del movimiento obrero socialista ilustrado), con la biblioteca sobre temas sociales más grande de Sudamérica.
- 23 de julio: en Egipto, tras la abdicación del rey Faruk, un grupo de oficiales del ejército proclaman la República.
- 26 de julio: en Santiago de Cuba un grupo de jóvenes cubanos ―bajo el mando de Fidel Castro― asaltan el cuartel Moncada contra el dictador Fulgencio Batista (que era apoyado por el Gobierno de Estados Unidos).
- 27 de julio: en Corea, Estados Unidos, China, Corea del Norte y Corea del Sur firman un armisticio, con el que termina la guerra de Corea.

### Agosto
- 4 de agosto: la expedición peruana Cordillera Blanca, hace mediciones luego de conquistar la cima del nevado Huascarán (de 6768 m s. n. m.), el más alto del país.
- 11 de agosto: fallece el expiloto italiano Tazio Nuvolari.
- 12 de agosto: en el sitio de pruebas atómicas en Semipalatinsk (Kazajistán) la Unión Soviética hace detonar sobre una torre de 30 m de altura su cuarta bomba atómica, Usilennaya (que la CIA estadounidense bautizó como Joe-4), de 400 kilotones. Es la primera bomba de hidrógeno de la Unión Soviética (Estados Unidos había detonado la suya el 1 de noviembre de 1952).
  - Un terremoto de 6,8 sacude el sur de las islas Jónicas en Grecia dejando un saldo de 800 muertos.
- 19 de agosto: el primer ministro iraní Mohammad Mosaddeq resulta depuesto en un golpe de Estado orquestado por la inteligencia estadounidense.
- 23 de agosto: en Semipalatinsk (Kazajistán) la Unión Soviética hace detonar en caída libre a 600 m de altura su quinta bomba atómica, que la CIA bautizará como Joe-5, de 28 kilotones. Es la primera prueba de una RDS-4, la primera bomba nuclear «táctica».
- 23 de agosto: en Suiza, la victoria del Gran Premio de Suiza, garantiza al piloto italiano de Fórmula 1, Alberto Ascari el título de campeón del mundo.
- 27 de agosto: 
  - En los Estados Unidos, la película Vacaciones en Roma lanza al estrellato a la actriz Audrey Hepburn.
  - Se produce el concordato entre España y la Santa Sede.
- 29 de agosto: en Perú, el futbolista Teodoro Fernández se retira del fútbol profesional, luego de jugar su último partido ante Alianza Lima, al que anotó 3 goles con que Universitario derrotó a su rival por 4 a 1.
- 31 de agosto: Es inaugurado el aeropuerto de Santander.

### Septiembre
- 3 de septiembre: 
  - En la Unión Soviética, Nikita Jrushchov es nombrado nuevo secretario general del Partido Comunista.
  - En el sitio de pruebas atómicas en Semipalatinsk (Kazajistán) la Unión Soviética hace detonar a 255 m de altura su sexta bomba atómica, que la CIA bautizará como Joe-6, de 5,8 kilotones.
- 8 de septiembre: en Semipalatinsk, la Unión Soviética hace detonar a 220 m de altura su séptima bomba atómica, de 1,6 kilotones.
- 10 de septiembre: en Semipalatinsk, la Unión Soviética hace detonar a 220 m de altura su octava bomba atómica, de 4,9 kilotones.
  - En Chipre, un terremoto de 6,5 deja 40 muertos y al menos 100 heridos.
- 14 de septiembre: en los Estados Unidos, el segundo informe Kinsey, El comportamiento sexual de la mujer, se convierte en best-seller, en corto tiempo. En 1948 había descrito la sexualidad masculina de manera escandalosa.
  - En Fiyi, un terremoto de 6,8 genera un tsunami que deja 8 muertos y varios edificios dañados.
- 21 de septiembre: Da inicio la 1.ª Semana Internacional del Cine de San Sebastián, que se convertirá en la primera edición del futuro Festival Internacional de Cine de San Sebastián.
- 27 de septiembre: en Brasil se crea Rede Record (hoy RecordTV)
- 30 de septiembre: en el mar Mediterráneo Auguste Piccard y su hijo Jacques, establecen un nuevo récord de submarinismo en la esfera sumergible Trieste, desarrollada por ellos: alcanzan los 3150 metros de profundidad.

### Octubre
- 9 de octubre: en Alemania Occidental, Konrad Adenauer es elegido canciller por segunda vez.
- 12 de octubre: 
  - En Suecia, el alemán Hermann Staudinger, recibe el Premio Nobel de Química, por sus trabajos sobre la fabricación del plástico.
  - En Suecia, el político británico Winston Churchill recibe el Premio Nobel de Literatura, por sus escritos histórico-políticos.
- 13 de octubre: en Venezuela, Lola de Fuenmayor funda la Universidad Santa María.
- 17 de octubre: en México es modificado el artículo 34 de la Constitución para permitir el voto femenino.
- 24 de octubre: en Venezuela se funda la Universidad Católica Andrés Bello.
- 29 de octubre: El cantante Frank Sinatra y la actriz Ava Gardner anuncian su separación.

### Noviembre
- 9 de noviembre: Camboya se independiza de Francia (aunque las primeras elecciones libres se realizarán recién en 1993).
- 13 de noviembre: por decreto legislativo es reconocido oficialmente como Himno Nacional de El Salvador al que fue estrenado solemnemente el 15 de septiembre de 1879 en San Salvador, ciudad capital de El Salvador, cuyos autores de su letra y de su música fueron Juan José Cañas y Juan Aberle, respectivamente.
- 15 de noviembre: en Venezuela se funda el canal de televisión RCTV, que operó hasta el 27 de mayo de 2007 al vencer su concesión.
- 28 de noviembre: en Colombia se inaugura la Cadena Todelar Radio.

### Diciembre
- 1 de diciembre: en Perú se crea Radio Panamericana
- 7 de diciembre: 
  - En los Estados Unidos se amplía la Convención sobre la Esclavitud.
  - En Irán, una visita del vicepresidente estadounidense Richard Nixon provoca varios días de protestas y disturbios. Tres estudiantes mueren por disparos de la policía en Teherán.
- 9 de diciembre: en los Estados Unidos, la empresa General Electric anuncia el despido de todos los trabajadores sospechosos de estar afiliados al Partido Comunista o de tener ideologías izquierdistas.
- 12 de diciembre: en Tumbes, Perú, se registra un terremoto de 7,5 que deja 7 muertos y 20 heridos.

## Nacimientos

### Enero
- 4 de enero: Norberto Alonso, futbolista argentino.
- 5 de enero: Pamela Sue Martin, actriz estadounidense.
- 6 de enero: Malcolm Young, guitarrista británico, de la banda AC/DC (f. 2017).
- 8 de enero: 
  - Damián Alcázar, actor mexicano.
  - Leonor Bravo Velásquez, escritora ecuatoriana de libros para niños y jóvenes ecuatoriana.
- 10 de enero: 
  - Pat Benatar (Patricia Mae Andrzejewski), cantante estadounidense de rock.
  - Blanca Guerra, actriz mexicana.
  - William Millerson, karateca y político curazoleño.
- 15 de enero: Hugo Soto, actor y artista argentino (f. 1994).
- 18 de enero: László Simion, Político y escritor rumano de nacionalidad húngara.
- 23 de enero: Alister McGrath, teólogo norirlandés.
- 24 de enero: 
  - Matthew Wilder, músico estadounidense.
  - Silvio Brito, cantautor colombiano de música vallenata.
- 25 de enero: The Honky Tonk Man, luchador profesional estadounidense.
- 26 de enero: Anders Fogh Rasmussen, político danés.
- 27 de enero: Enrique Martínez Heredia, ciclista español.
- 30 de enero: Salvador Nasralla, periodista hondureño.

### Febrero
- 3 de febrero: Manfred Albert von Richthofen, ingeniero germano-brasileño (f. 2002).
- 8 de febrero: Mary Steenburgen, actriz estadounidense.
- 9 de febrero: Juan José Novaira, compositor argentino de música pop.
- 12 de febrero: Joanna Kerns, actriz estadounidense.
- 15 de febrero: 
  - Tony Adams, productor teatral y cinematográfico (f. 2005).
  - Rafael Bielsa, político argentino.
- 16 de febrero: Baby Etchecopar, actor y periodista argentino.
- 19 de febrero: 
  - Cristina Fernández de Kirchner, política argentina, presidenta desde 2007 hasta 2015 y vicepresidenta de Argentina desde 2019.
  - Victoria Vera, actriz española.
- 21 de febrero: William Petersen, actor estadounidense.
- 22 de febrero: 
  - René Morales, futbolista guatemalteco.
  - Paloma Woolrich, actriz mexicana.
- 23 de febrero: 
  - Satoru Nakajima, piloto japonés de Fórmula 1.
  - Luis Alberto Beto Quevedo, sociólogo, catedrático y periodista uruguayo-argentino.
- 25 de febrero: José María Aznar, político español, presidente entre 1996 y 2004.
- 26 de febrero: 
  - Michael Bolton, cantante y compositor estadounidense.
  - Egidio Cuadrado, músico y acordeonero colombiano de música vallenata.
- 27 de febrero: Ian Khama, expresidente de Botsuana.
- 28 de febrero: Paul Krugman, periodista estadounidense, premio en Ciencias Económicas en memoria de Alfred Nobel en 2008.

### Marzo
- 1 de marzo: Carlos Queiroz, futbolista y entrenador portugués.
- 2 de marzo: Josema Yuste, actor cómico español.
- 3 de marzo: Zico, futbolista y entrenador brasileño.
- 4 de marzo: Ramón Soto Vargas, novillero y banderillero español.
- 10 de marzo: Paul Haggis, guionista y cineasta canadiense.
- 12 de marzo: Margarita Belandria, escritora venezolana.
- 16 de marzo: 
  - Isabelle Huppert, actriz francesa.
  - Richard Stallman, programador estadounidense.
- 17 de marzo: Romualdo Brito, músico y compositor colombiano de música vallenata (f. 2020).
- 19 de marzo: Lenin Moreno, político ecuatoriano, presidente de Ecuador desde 2017 hasta 2021.
- 20 de marzo: Luisa Kuliok, actriz de cine y televisión argentina.
- 22 de marzo: Isadora, cantante colombiana.
- 23 de marzo: 
  - Baudilio Díaz, beisbolista venezolano (f. 1990).
  - Chaka Khan, músico pop estadounidense.
- 24 de marzo: Louie Anderson, actor, comediante y presentador de televisión estadounidense (f. 2022).

### Abril
- 1 de abril: Barry Sonnenfeld, cineasta estadounidense.
- 6 de abril: Christopher Franke, baterista germanoestadounidense, de la banda Tangerine Dream.
- 9 de abril: Stephen Paddock, asesino en masa responsable de la masacre de Las Vegas de 2017.
- 11 de abril: 
  - Andrew Wiles, matemático británico.
  - Guy Verhofstadt, político belga.
- 12 de abril: Álex Angulo, actor español (f. 2014).
- 16 de abril: Errol Emmanuelson, futbolista surinamés.
- 18 de abril: Rick Moranis, actor, comediante y músico estadounidense.
- 19 de abril: 
  - Sara Simeoni, atleta italiana.
  - Ramón Núñez Armas, futbolista cubano.
- 23 de abril: Kim Gordon, músico estadounidense de rock, de la banda Sonic Youth.
- 24 de abril: Eric Bogosian, actor estadounidense.
- 27 de abril: Arielle Dombasle, actriz y cantante francesa.
- 28 de abril: Roberto Bolaño, escritor y poeta chileno (f. 2003).
- 30 de abril: Joan Massagué, farmacéutico e investigador español.

### Mayo
- 2 de mayo: Valeri Gérgiev, director de orquesta ruso.
- 3 de mayo: Luis Alberto Moreno, diplomático, periodista y empresario colombiano.
- 4 de mayo: Pedro Guerrero Guerrero, jurista y empresario español.
- 5 de mayo: Fructuoso Fortu Sánchez, cantante español, de la banda de heavy metal Obús.

- 6 de mayo: 

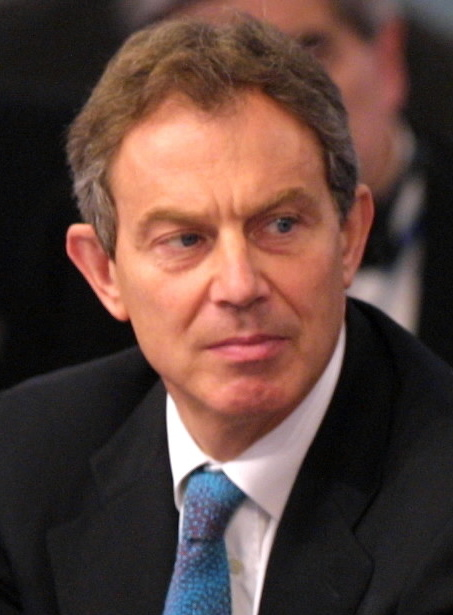
Tony Blair

  - Tony Blair, ex primer ministro británico.
  - Graeme Souness, futbolista y entrenador británico.
- 8 de mayo: Alex Van Halen, baterista estadounidense, de la banda Van Halen.
- 10 de mayo: Tito Santana, luchador profesional estadounidense.
- 14 de mayo: Wim Mertens, compositor belga.
- 15 de mayo: Mike Oldfield, músico y compositor británico.
- 16 de mayo: Pierce Brosnan, actor irlandés.
- 20 de mayo: Carmina Barrios, actriz española.
- 21 de mayo: Alberto Marcos Martín, historiador español.
- 24 de mayo: 
  - Jorge Castañeda Gutman, político mexicano.
  - Alfred Molina, actor británico.
  - Lamberto Leoni, piloto italiano de automovilismo.
- 25 de mayo: Daniel Passarella, futbolista y entrenador argentino.
- 26 de mayo: Michael Portillo, presentador y político británico.
- 27 de mayo: Susana Olaondo, escritora infantil uruguaya
- 29 de mayo: 
  - Danny Elfman, músico y compositor estadounidense.
  - Hiroshi Iwasaki, actor de voz japonés.

### Junio
- 1 de junio: David Berkowitz, asesino en serie estadounidense.
- 3 de junio: Loalwa Braz, cantante brasileña (f. 2017).
- 5 de junio: Nicko McBrain, músico británico, de la banda Iron Maiden.
- 13 de junio: Tim Allen, actor estadounidense.
- 16 de junio: Juan Muñoz, escultor español (f. 2001).
- 16 de junio: María Graña, cantante argentina.
- 21 de junio: Benazir Bhutto, política pakistaní, primera ministra entre 1988 y 1990 y entre 1993 y 1996 (f. 2007).
- 22 de junio: Cyndi Lauper, cantante estadounidense.
- 22 de junio: Phil Goff, político neozelandés.
- 22 de junio: Dolores Salomón "Bodokito", actriz mexicana (f. 2016).
- 23 de junio: Russell Mulcahy, cineasta australiano.
- 26 de junio: Nando Carneiro, guitarrista, pianista y compositor brasileño.

### Julio
- 1 de julio: 
  - Jesús María Sanz Iparraguirre, cantautor español.
  - Catherine Ferry, cantante francesa.
  - Víctor Barrueto, político chileno.
- 2 de julio: 
  - Giuseppe Piccioni, cineasta italiano.
  - Antonio Armas, beisbolista venezolano.
- 3 de julio: Pep Munné, actor español.
- 4 de julio: Yiyi, futbolista español.
- 7 de julio: Julio Miranda, cantautor venezolano de música llanera (f. 1993).
- 10 de julio: Édouard Guillaud, almirante francés.
- 11 de julio: 
  - Piyasvasti Amranand, economista y político tailandés.
  - Angélica Aragón, actriz mexicana.
  - Patricia Reyes Spíndola, actriz, directora y productora mexicana.
- 15 de julio: 
  - Haminah Hamidun, Reina consorte de Malasia.
  - Michaël Dudok de Wit, director, guionista, animador e ilustrador neerlandés.
- 17 de julio: Thomas Carter, director de cine estadounidense.
- 19 de julio: Zitto Segovia, cantautor chamamecero argentino (f. 1989).
- 23 de julio: María Pazos Morán, matemática española.

### Agosto
- 2 de agosto: Butch Patrick, actor estadounidense.
- 3 de agosto: Bruno Díaz, actor colombiano.
- 4 de agosto: Reynaldo Armas, cantante y compositor venezolano de música llanera.
- 6 de agosto: Gloria Gómez, actriz colombiana.
- 7 de agosto: Vera Holtz, actriz brasileña.
- 8 de agosto: Nigel Mansell, piloto británico de Fórmula 1.
- 10 de agosto: Yolanda Liévana, actriz y vedette mexicana.
- 11 de agosto: Hulk Hogan, luchador profesional estadounidense (f. 2025)..
- 13 de agosto: 
  - Carmen Posadas, escritora española.
  - Arturo Cruz Sequeira, diplomático nicaragüense.
- 14 de agosto: James Horner, músico, compositor y director de orquesta estadounidense (f. 2015).
- 15 de agosto: 
  - Rigoberto Cisneros, futbolista mexicano.
  - Paulo Laserna Phillips, periodista colombiano.
  - Mark Thatcher, empresario británico, hijo de Margaret Thatcher.
  - Laura García, actriz colombiana.
- 16 de agosto: José Augusto, cantautor y músico brasileño.
- 17 de agosto: Herta Müller, novelista, poetisa y ensayista rumano-alemana, premio nobel de literatura en 2009.

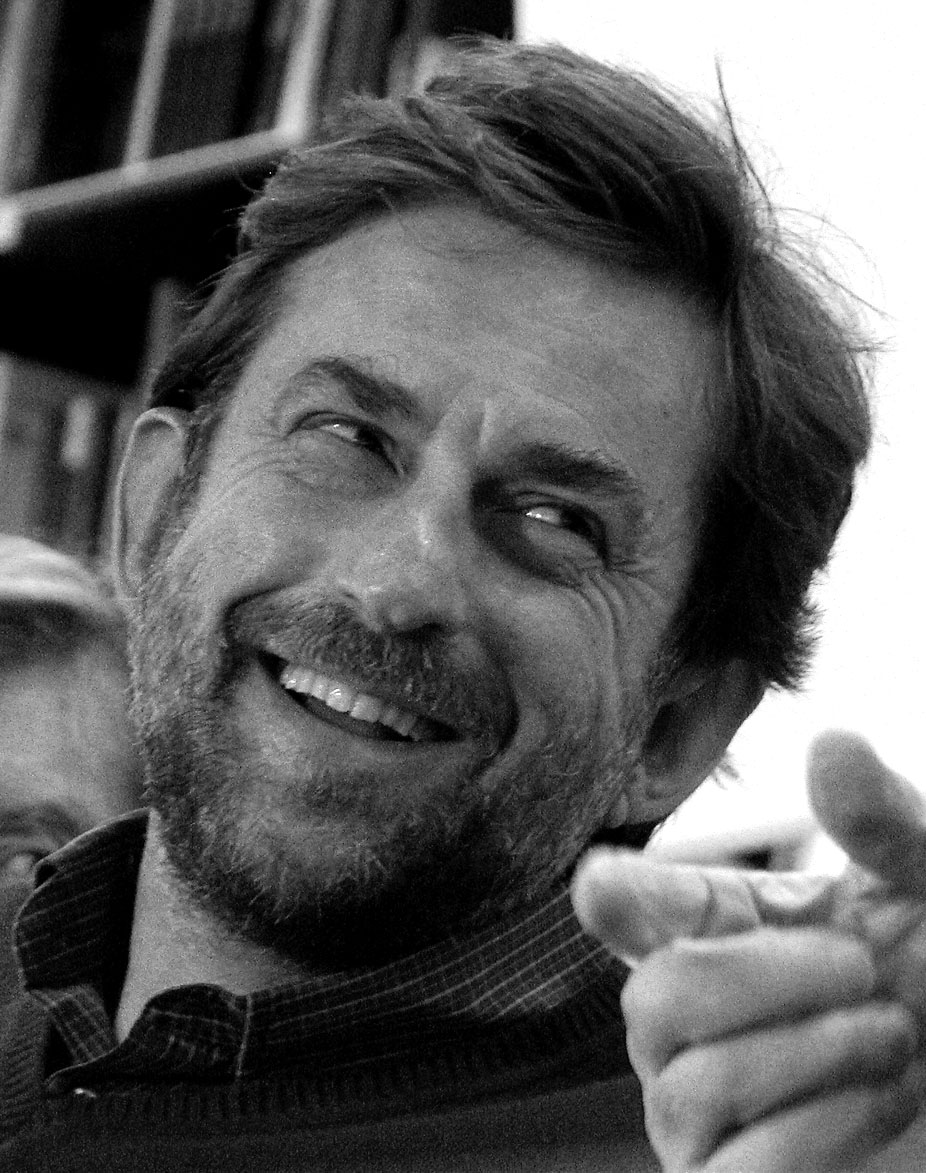
Nanni Moretti

- 19 de agosto: Nanni Moretti, cineasta, actor, productor y guionista italiano.
- 30 de agosto: María Luisa Carcedo, política española.
- 31 de agosto: Miguel Ángel Guerra, piloto de automovilismo argentino.

### Septiembre
- 1 de septiembre: Memín Hernández, cantante venezolano.
- 2 de septiembre: 
  - Keith Allen, actor británico.
  - Dumar Aljure Rivas, cantautor colombiano de música llanera.
- 3 de septiembre: Jean-Pierre Jeunet, cineasta francés.
- 8 de septiembre: Elena Reynaga, ex protistuta y defensora de los derechos humanos argentina.
- 9 de septiembre: Ryszard Jedliński, balonmanista polaco (f. 2023).
- 10 de septiembre: 
  - Wolf Maya, actor y director de televisión brasileño.
  - Amy Irving, actriz estadounidense.
- 19 de septiembre: Diana Maffía, política y filósofa argentina.
- 20 de septiembre: Ricci Martin, músico y cantante estadounidense (f. 2016).
- 21 de septiembre: Bob Huggins, entrenador de baloncesto estadounidense.
- 22 de septiembre: 
  - Zezé Polessa, actriz brasileña.
  - Ségolène Royal, política francesa.
  - Francisco de Narváez, empresario y político argentino.
- 26 de septiembre: 
  - Xabier Azkargorta, entrenador de fútbol español.
  - Guillermo Yunge, exdirigente estudiantil y diputado chileno, embajador de Costa Rica durante el atentado a la embajada.
- 27 de septiembre: 
  - Greg Ham, músico australiano, de la banda Men at Work (f. 2012).
  - María Emma Mejía, política, periodista y diplomática colombiana.

### Octubre
- 3 de octubre: Edgar Artunduaga, periodista, escritor y político colombiano (f. 2019).
- 7 de octubre: Tico Torres, baterista estadounidense, de la banda Bon Jovi.
- 8 de octubre: Julia Navarro, periodista y escritora española.
- 9 de octubre: Tony Shalhoub, actor estadounidense.
- 10 de octubre: Midge Ure, músico británico, de las bandas Slik, The Rich Kids, Ultravox, Visage y Thin Lizzy.
- 15 de octubre: 
  - Cilia Flores, abogada y política venezolana, esposa del presidente Nicolás Maduro.
  - Tito Jackson, músico estadounidense, de la banda The Jackson Five (f. 2024).
  - Larry Miller, actor y comediante estadounidense.
  - Enrique Morán, futbolista español.
- 18 de octubre: Silvia Navarrete, pianista mexicana.
- 25 de octubre: Gonzalo Alcalde Crespo, escritor, investigador, fotógrafo e ilustrador español.
- 27 de octubre: Peter Firth, actor británico.
- 30 de octubre: 
  - Álvaro Morales Rodríguez, poeta, director de teatro y actor español (f. 2011).
  - Carlos Antonio Vélez, periodista deportivo colombiano.

### Noviembre
- 5 de noviembre: Aurelio Andreazzoli, entrenador de fútbol italiano.
- 11 de noviembre: Pecos Kanvas, cantante y compositor venezolano (f. 2008).
- 13 de noviembre: Andrés Manuel López Obrador, presidente de México desde 2018.
- 15 de noviembre: Eduardo Darnauchans, músico uruguayo (f. 2007).
- 16 de noviembre: Jesús Caudevilla Pastor, escritor español.
- 18 de noviembre: 
  - Alan Moore, escritor británico.
  - César Rondón, escritor, periodista, locutor, productor ejecutivo de televisión y publicista venezolano.
  - Kevin Nealon, actor y comediante estadounidense.
  - Kath Soucie, actriz de voz, teatro, cine y televisión estadounidense.
- 19 de noviembre: Francisco Mujika Garmendia, terrorista español, miembro de la banda ETA.
- 23 de noviembre: Francis Cabrel, cantante y músico francés.
- 27 de noviembre: Pamela Hayden, actriz estadounidense.
- 28 de noviembre: 
  - Alistair Darling, político británico.
  - Helena Mallarino, actriz colombiana.

### Diciembre
- 2 de diciembre: Álex Lora (Alejandro Lora), cantante mexicano del grupo El Tri.
- 3 de diciembre: Ágata Lys, actriz española (f. 2021).
- 6 de diciembre: Tom Hulce, actor estadounidense.

- 8 de diciembre: 

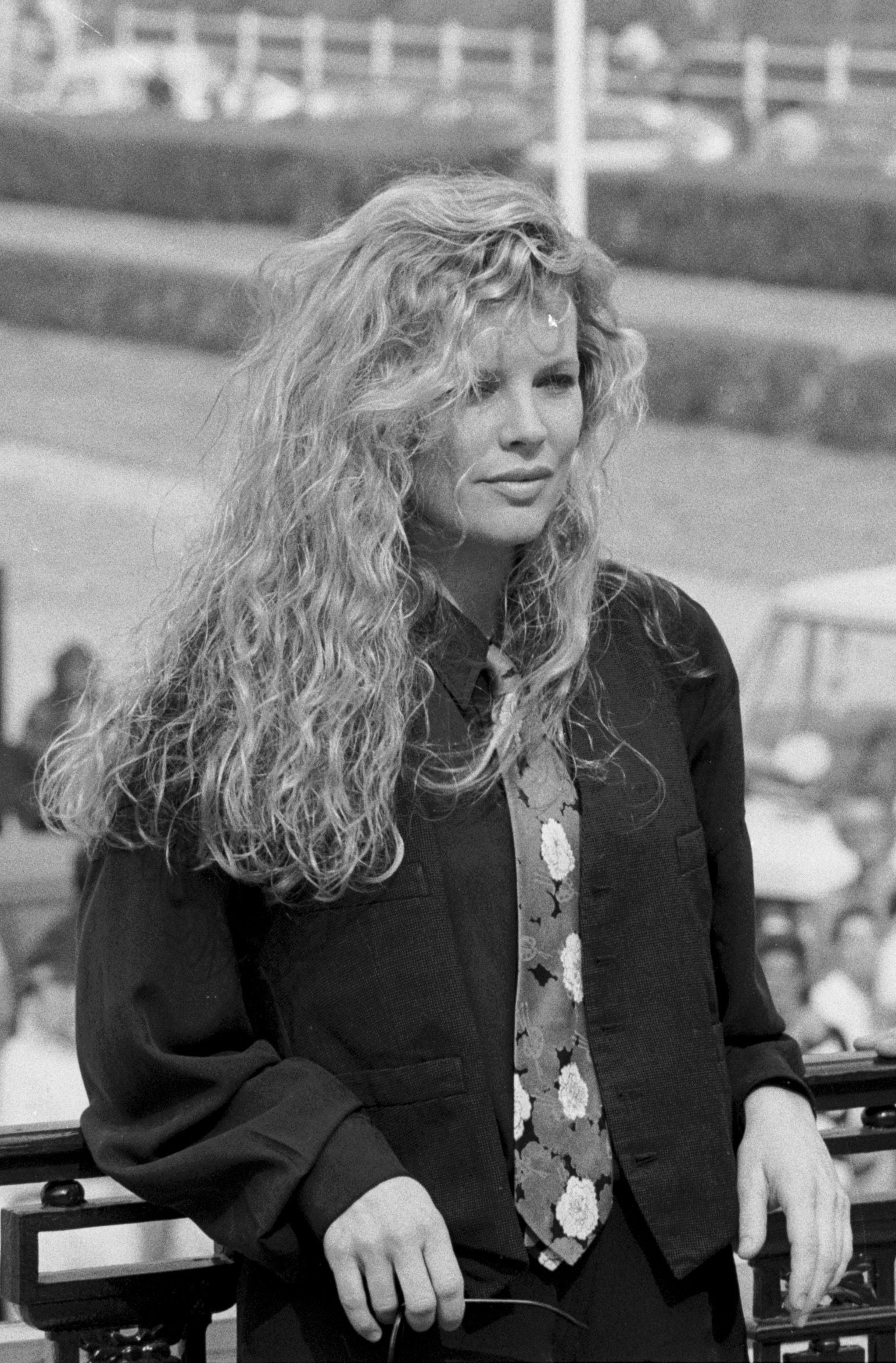
Kim Basinger.

  - Kim Basinger, actriz estadounidense.
  - Manuel Gómez Pereira, cineasta español.
  - Sento, historietista español.
- 9 de diciembre: 
  - Guillermo García González, ajedrecista cubano, tricampeón nacional (f. 1990).
  - John Malkovich, actor, productor de cine y cineasta estadounidense.
- 13 de diciembre: 
  - Ben Bernanke, economista estadounidense.
  - Thomas Kurzhals, músico alemán (f. 2014).
- 17 de diciembre: Sally Menke, montadora de cine estadounidense (f. 2010).
- 24 de diciembre: Gerardo Solano, futbolista costarricense (f. 2000).
- 25 de diciembre: Mario Santiago Papasquiaro, poeta mexicano.
- 26 de diciembre: 
  - Leonel Antonio Fernández Reyna, político dominicano.
  - Toomas Hendrik Ilves, presidente estonio.
  - Gloria Gómez, actriz colombiana.
- 28 de diciembre: Richard Clayderman, pianista francés.
- 31 de diciembre: Richard Páez, exfutbolista y entrenador venezolano.

### Fechas desconocidas
- Rafael Araujo, manifestante venezolano.
- Luisito Domínguez, actor y humorista argentino con enanismo (f. 2008).
- Pilar López Sancho, doctora en Ciencias Físicas y profesora de investigación del CSIC española.
- Jorge Emilio Salazar, actor colombiano (f. 1992).
- Zahra Shahid Hussain, activista política y profesora pakistaní; asesinada (f. 2013).

## Fallecimientos
- 1 de enero: Hank Williams, cantante y compositor de música country estadounidense (n. 1923).
- 7 de enero: Osa Johnson, aventurera, naturalista y fotógrafa estadounidense (n. 1894).
- 10 de enero: Andrés Castro, campesino y soldado nicaragüense.
- 15 de febrero: Karl Gustaf Staaf, atleta sueco (n. 1881).
- 24 de febrero: Gerd von Rundstedt, militar alemán (n. 1875).
- 5 de marzo:
  - Iósif Stalin, dictador soviético entre 1924 y 1953 (n. 1878).
  - Serguéi Prokófiev, compositor ruso (n. 1891).
- 24 de marzo: 
  - Felix-Maria Abel, religioso dominico, historiador, erudito bíblico y geógrafo francés (n. 1878).
  - María de Teck, reina consorte (n. 1867).
- 4 de abril: Carlos II, rey rumano (n. 1893).
- 9 de abril: Juan Duarte, político argentino (n. 1914).
- 13 de mayo: Hermann Jadlowker, tenor letón (n. 1877).
- 15 de mayo: Chet Miller, piloto estadounidense de automovilismo (n. 1902).
- 30 de mayo: Carl Scarborough, piloto estadounidense de automovilismo (n. 1914).
- 20 de julio: Jan Struther, escritora británica, creadora del personaje de La señora Miniver (n. 1901).
- 11 de agosto: Tazio Nuvolari, piloto de automovilismo italiano (n. 1892).
- 18 de septiembre: Charles de Tornaco, piloto de automovilismo belga (n. 1927).
- 24 de septiembre: 
  - Jacobo Fitz-James Stuart y Falcó, político español (n. 1878).
  - Berthold Viertel, cineasta austriaco (n. 1885).
- 27 de septiembre: Hans Fritzsche, periodista y líder nazi alemán (n. 1900).
- 28 de septiembre: Edwin Hubble, astrónomo estadounidense (n. 1889).
- 8 de octubre: Chōjun Miyagi, artista marcial japonés (n. 1888).
- 8 de noviembre: Ivan Alekseyevich Bunin, escritor ruso, premio nobel de literatura en 1933 (n. 1870).
- 15 de noviembre: Jorge de Lima, escritor, traductor, pintor, político y médico brasileño (n. 1893).
- 21 de noviembre: Felice Bonetto, piloto de automovilismo italiano (n. 1903).
- 27 de noviembre: Eugene O'Neill, dramaturgo estadounidense, premio nobel de literatura en 1936 (n. 1888).
- 5 de diciembre: 
  - Jorge Negrete, actor y cantante mexicano (n. 1911).
  - Maria Pascoli, escritora italiana (n. 1865).
- 6 de diciembre: Konstanty Ildefons Gałczyński, poeta polaco (n. 1905).
- 19 de diciembre: Robert Andrews Millikan, físico estadounidense, premio nobel de física en 1923 (n. 1868).
- 23 de diciembre: Lavrenti Beria, mariscal soviético (n. 1899).
- 31 de diciembre: Cristóbal de Castro, escritor español (n. 1874).

## Arte y literatura
- 6 de enero: en España, Lluïsa Forrellad obtiene el premio Nadal por su novela Siempre en capilla.
- Ernest Hemingway gana el premio Pulitzer por su obra El viejo y el mar
- Ray Bradbury: Fahrenheit 451, Las doradas manzanas del sol.
- Arthur Miller: Las brujas de Salem.
- Juan Rulfo: primera edición (editorial Fondo de Cultura Económica, México) del libro de cuentos El llano en llamas.
- Isaac Asimov: Segunda Fundación.
- Saul Bellow: Las aventuras de Augie March.
- Heinrich Böll: Y no dijo ni una palabra.
- William Burroughs: Yonqui.
- Raymond Chandler: El largo adiós.
- Agatha Christie: Después del funeral, Un puñado de centeno, Testigo de cargo.
- Arthur C. Clarke: El fin de la infancia.
- Ian Fleming: Casino Royale.
- J. D. Salinger: Nueve cuentos.
- Boris Vian: El arrancacorazones.
- C. S. Lewis: La silla de plata.

## Música
- El 13 de marzo, el cantante y actor Frank Sinatra conoció al vicepresidente de la disquera Capitol Records,  Alan Livingston. Quien le ofreció un contrato por siete años para el sello discográfico. Su primer sesión para Capitol tuvo lugar en el estudio KHJ del estudio C en el número 5515 de Melrose Avenue en Los Ángeles, California. Grabando el sencillo "I'm Walking Behind You" bajo la dirección de Axel Stordahl.
- El 30 de abril, Frank Sinatra regresa a los estudios KHJ para la sesión de grabación con el sencillo "I've Got the World on a String" bajo el arreglo y dirección de Nelson Riddle.
- El 4 de octubre, Frank Sinatra hace su primer espectáculo en el Sands Hotel and Casino, después de una invitación por parte del gerente Jack Entratter. Esto a Sinatra le permitió adquirir una participación en el Hotel.

## Cine
- 1 de enero: Titanic de Jean Negulesco.
- 5 de febrero: Peter Pan de Clyde Geronimi, Wilfred Jackson y Hamilton Luske.
- Shane (Raíces profundas), de George Stevens.
- Reportaje, de Emilio Fernández.
- El Rapto
- Cuentos de Tokio, de Yasujirō Ozu.
- From Here to Eternity, escrita por: James Jones y Daniel Taradash. Dirigida por: Fred Zinnemann.

Todas las fechas pertenecen a los estrenos oficiales de sus países de origen, salvo que se indique lo contrario.

## Deportes
- Alberto Ascari se consagra campeón del mundo de Fórmula 1.
- La Selección Paraguaya de fútbol se consagra por primera vez en su historia campeón de América.
- El FC Barcelona, campeón de la Liga española de fútbol.
- Liga de Béisbol Profesional de la República Dominicana: los Tigres del Licey ganan su segundo título al derrotar a las Águilas Cibaeñas.
- Los New York Yankees ganan la Serie Mundial de las Grandes Ligas de Béisbol, defendiendo a los Brooklyn Dodgers cuatro juegos a dos, por un quinto año consecutivo sin precedentes.

## Ciencia y tecnología
- James Dewey Watson (biólogo estadounidense) y Francis Crick (bioquímico británico) desentrañan la estructura en doble hélice de la molécula del ADN (ácido desoxirribonucleico).
- En los Estados Unidos, el Dr. Alfred C. Kinsey publica La conducta sexual de la mujer.
- 20 de noviembre: el piloto estadounidense Scott Crossfield alcanza por primera vez el doble de la velocidad del sonido.

## Premios Nobel
- Física: Frits Zernike.[6]
- Química: Hermann Staudinger.[6]
- Medicina: Hans Adolf Krebs y Fritz Albert Lipmann.[6]
- Literatura: Sir Winston Leonard Spencer Churchill.[6]
- Paz: George Catlett Marshall.[6]